# Harro von Zeppelin
Harro Freiherr von Zeppelin (* 3. April 1904 in Basel; † 10. April 1989 in Nürnberg) war ein deutscher Landwirt, Ministerialbeamter und Manager.

## Leben
Als Kind kam v. Zeppelin 1910 mit seiner Familie nach Breslau. Nach dem Abitur begann er an der Schlesischen Friedrich-Wilhelms-Universität Agrarwissenschaften zu studieren. 1923 wurde er im Corps Marcomannia Breslau aktiv. Er wechselte an die Rheinische Friedrich-Wilhelms-Universität, wo er sich auch dem Corps Saxonia Bonn anschloss. Er kehrte nach Breslau zurück und bestand dort im März 1927 die Diplomprüfung. Bis 1929 war er auf Gütern in Schlesien und Pommern tätig. 1930 wurde er vom Deutschen Landwirtschaftsrat als Referent für Handels- und Zollpolitik angestellt. Seit dem 1. April 1931 Mitglied der Nationalsozialistischen Deutschen Arbeiterpartei (Mitgliedsnummer 515.715), wurde er 1932 landwirtschaftlicher Fachberater für den Gau Berlin. Ab 1. April 1933 war er als Landwirtschaftsrat im Reichsministerium für Ernährung und Landwirtschaft erst Adjutant und dann Persönlicher Referent des Reichsbauernführers und Reichsernährungsministers Walther Darré. Er wurde Mitte 1933 in die Allgemeine SS (Mitgliedsnummer 56.179) übernommen und Ende 1934 entlassen. Zugleich trat er von seinem Gauposten zurück. Ab Mitte 1935 war er anderthalb Jahre ohne Anstellung. Ab 1936 war er wissenschaftlicher Mitarbeiter beim Deutschen Kalisyndikat.
Am 8. Juni 1940 zum Heer (Wehrmacht) einberufen, war er zunächst bei einem Landesschützen-Ersatz-Bataillon. Über den ganzen Zweiten Weltkrieg diente er bei der Luftwaffe, erst in Rennes, dann an der Ostfront (Bromberg) und zuletzt bei einer Flugabwehrkanonen-Batterie in Berlin. Nach der Schlacht um Berlin rettete er sich mit einigen Kameraden zu Fuß nach Bayern. Seine 1943 in Berlin ausgebombte Familie hatte dort Zuflucht gefunden. Dort wurde er von 1945 bis 1948 interniert. Im Januar 1948 war er in den Nürnberger Prozessen Zeuge der Anklage gegen Darré. 1950 erhielt er bei der Quelle GmbH eine Stelle als erster Einkäufer für Textilien. Seine Verdienste um den Wiederaufbau des Unternehmens brachte ihm die Prokura ein. Danach wurde er Einkaufsdirektor der Schwab Versand in Hanau. Seit 1969 im Ruhestand, lebte er wieder in Nürnberg. Kurz nach seinem 85. Geburtstag erlag er der Parkinson-Krankheit und einem Bronchialkarzinom. Er hinterließ seine Frau Edith geb. Haunhorst, zwei Töchter und zwei Söhne.